# Josefa Barba-Gosé Flexner
Josefa Barba Gosé, también conocida como Pepita Barba o Josefa B. Flexner (Barcelona, 1903 o 1904–Filadelfia, 25 de junio de 2000), fue una científica española que marchó al exilio en 1937, durante la Guerra civil española, y se trasladó a Estados Unidos, donde vivió buena parte de su vida, integrada en la sociedad estadounidense.

## Trayectoria
Nacida en el seno de una distinguida familia, cursó las carreras de Farmacia y Derecho. La primera por vocación científica, y la segunda como un reto personal ante su hermano Eduardo. De la carrera de Farmacia lo que realmente le gustaba era la investigación en el laboratorio. En 1926, con veintidós años de edad, decidió desplazarse hasta Madrid donde se instaló en la prestigiosa Residencia de Señoritas. Allí dispuso de un avanzado y preparado laboratorio de química, creado por su primera directora, la bioquímica estadounidense Mary Louise Foster en 1920.
En 1927, volvió a Barcelona y entró a trabajar en el Instituto de Fisiología de Barcelona, con Augusto Pi Suñer y Jesús María Bellido y Golferichs, y donde solicitó, a través de la Junta para la Ampliación de Estudios y investigaciones Científicas (JAE), presidida por Santiago Ramón y Cajal, una beca para poder proseguir su formación en Reino Unido. Lo consiguió en la Royal Pharmaceutical Society de Gran Bretaña entre diciembre de 1928 y agosto de 1929..
Después de volver de Inglaterra y de presentar su tesis doctoral en Madrid, en 1929, ingresó como socia en la Real Sociedad Española de Física y Química. Iniciada la década de 1930, solicitó otra beca para ampliar sus estudios, esta vez en la institución filantrópica creada por el mecenas Rafael Patxot y Jubert y que llevaba el nombre de su hija muerta prematuramente: Fundación María Patxot y Rabell. Esta ayuda económica le permitió trasladarse a Estados Unidos, concretamente a ampliar sus conocimientos en la Escuela de Medicina de Baltimore de la Universidad Johns Hopkins. Durante su estancia en Baltimore conoció a Louis Flexner con quien estableció una amistad que, años después, se convirtió en una relación sentimental y profesional. Tras finalizar los estudios de especialización en Baltimore, Barba-Gosé volvió a Barcelona en 1932.
Después de haber sido una joven promesa de la llamada escuela biológica catalana, en julio de 1937, Barba-Gosé, huyendo de la guerra civil, atravesó clandestinamente los Pirineos, por el paso fronterizo de Le Perthus, donde se encontró con el neurofisiólogo estadounidense Louis B. Flexner (1902-1996), con el que contrajo matrimonio. Juntos se trasladaron a Estados Unidos, donde inició una nueva vida personal y científica. Allí comenzó a trabajar en la Universidad Johns Hopkins, junto a su marido, adoptando su apellido, y desarrolló una fructífera carrera científica.
Buena parte de los logros científicos en el campo de la neurofisiología no llegaron hasta el 1951, cuando se trasladaron hasta Filadelfia para trabajar en la Universidad de Pensilvania. Dos años después, fundaron el prestigioso Instituto de Ciencias Neurológicas que dirigió Louis Flexner. Tras cincuenta y nueve años de vida e investigación en común, Louis Flexner murió en abril de 1996 y Barba-Gosé cuatro años después, en 2000, a los noventa y siete años de edad. La historia sobre su vida pasó prácticamente desapercibida a lo largo de todo el siglo XX. No fue hasta el final de la primera década del siglo XXI cuando el nombre de Pepita Barba apareció citado en el libro de memorias de Núria Pi Suñer, la sobrina de August Pi Suñer, quien dirigió a Barba-Gosé durante los años en los que ella permaneció en el Instituto de Fisiología de Barcelona.